# Indice Elcano de Présence Globale
 (mars 2021).
L' Indice Elcano de Présence Globale est un indice synthétique, élaboré par l'Institut Royal Elcano qui classifie, quantifie et agrège la projection extérieure et le positionnement international des pays. Son but est de montrer la situation actuelle et l’évolution historique de la présence extérieure des pays et régions, aussi bien dans le domaine global que dans l’européen.
L’Indice s’ajoute aux efforts dans le monde académique, quelques organismes internationaux et plusieurs think tanks pour conceptualiser la mondialisation et la capacité des différents pays à modeler ce processus en fonction de leur positionnement international dans divers domaines.
Sur le plan théorique, ce débat a prêté attention aux nouveaux équilibres mondiaux après la Guerre Froide, à l’apparition de puissances émergentes dans une économie de plus en plus interdépendante, et aux concepts plus complexes de pouvoir dans les relations internationales comme le soft power. Il existe aussi quelques tentatives pour opérationnaliser certaines dimensions liées à ces phénomènes et comparer les différents pays -comme, par exemple, l’ouverture ou la compétitivité économiques, l’engagement dans le développement ou la réputation ou l’image-. L’Indice Elcano de Présence globale essaie de compléter ces analyses avec une mesure générale et agrégée du positionnement international des pays dans le monde globalisé; étant la première proposition intégrale, complète et multidisciplinaire à offrir une métrique des relations internationales du point de vue de ses résultats, sans tenir en compte les efforts des États.

## Méthodologie et structure
Élaboré annuellement depuis 2010 et avec une série qui commence en 1990, l’Indice est actuellement calculé sur la base de 66.348 données pour 130 pays.
Il est divisé en trois dimensions, économique, militaire et douce ou soft, chacune avec les indicateurs suivants:
- La présence économique est mesurée par les exportations d’énergie, de biens primaires, de produits manufacturés et de services, ainsi que par les investissements directs à l’étranger.
- La présence militaire est mesurée avec des troupes déployées à l’étranger et avec de l’équipement militaire.
- La présence douce ou soft est composée des migrations, du tourisme, de la performance sportive dans les compétitions internationales, de la projection culturelle, de l’informative, des brevets internationaux et des revenus reçus par l’utilisation de la propriété intellectuelle, des articles publiés dans des revues scientifiques, du nombre d’étudiants étrangers, et de l’investissement en aide au développement.

La présence globale de l’ensemble de l’Union Européenne est également calculée comme s’il s’agissait d’un seul acteur politique. Cette mesure est complétée par celle de l’Indice Elcano de Présence Européenne, qui capture l’internationalisation des États membres dans le domaine de l’Union. De même, pour quelques pays ou groupements, le calcul de la présence globale est décomposé géographiquement par origine (communautés autonomes en Espagne, États membres dans l’UE) et par destination (distribution géographique de la présence globale de l’Espagne et de l’UE).
L'Indice Elcano de Présence Globale, tout comme l’Indice Elcano de Présence Européenne, permettent des comparaisons internationales et temporelles, étant un instrument utile pour: 
- Analyser des tendances globales de la présence internationale (évolution de la multipolarité et de la bipolarité, mondialisation, essor ou déclin de certaines puissances et régions, ou rôle plus ou moins important des relations douces par rapport aux dures).
- Étudier la politique étrangère des pays pour lesquels l’Indice est calculé (évaluation des efforts en fonction des résultats obtenus, analyse sectorielle de la présence, relation entre présence et influence, ou distance entre présence objective et perception subjective).